# 下堀川町 (名古屋市)
下堀川町（しもほりかわちょう）は、愛知県名古屋市中区の地名。

## 歴史

### 沿革
- 1878年（明治11年）12月28日 - 日置村下日置町の一部により、名古屋区下堀川町が成立[3]。
- 1889年（明治22年）10月1日 - 名古屋市成立により、同市下堀川町となる[3]。
- 1908年（明治41年）4月1日 - 中区編入により、同区下堀川町となる[3]。
- 1926年（大正15年）9月1日 - 一部が中区米浜町に編入される[3]。
- 1936年（昭和11年）1月1日 - 一部が中区岩井通に編入される[4]。
- 1974年（昭和49年）5月8日 - 堀川部分を残し、大部分が中区松原一丁目・松原二丁目・松原三丁目・正木一丁目にそれぞれ編入される[3]。